# Norsviken
Norsviken är en sjö i Nordmalings kommun i Ångermanland och ingår i Öreälven-Leduåns kustområde. Sjön har en area på 0,128 kvadratkilometer och ligger 1 meter över havet. Sjön avvattnas av vattendraget Nabbsundet.

## Delavrinningsområde
Norsviken ingår i det delavrinningsområde (704854-168961) som SMHI kallar för Utloppet av Norsviken. Medelhöjden är 10 meter över havet och ytan är 1,21 kvadratkilometer. Räknas de 10 avrinningsområdena uppströms in blir den ackumulerade arean 39,63 kvadratkilometer. Avrinningsområdets utflöde Nabbsundet mynnar i havet. Avrinningsområdet består mestadels av skog (55 procent). Avrinningsområdet har 0,11 kvadratkilometer vattenytor vilket ger det en sjöprocent på 8,8 procent.